# Liolaemus flavipiceus
Liolaemus flavipiceus este o specie de șopârle din genul Liolaemus, familia Tropiduridae, descrisă de José Miguel Cei și Videla în anul 2003. Conform Catalogue of Life specia Liolaemus flavipiceus nu are subspecii cunoscute.